# Tredje könet

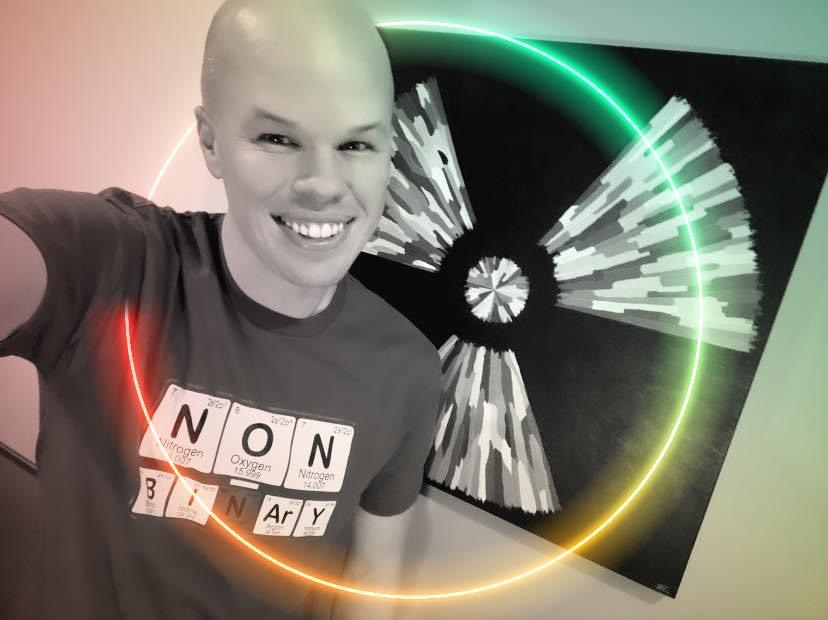
Den amerikanske ingenjören Sam Brinton använder pronomen they/them och vill varken kallas man eller kvinna.

Tredje könet är ett begrepp som beskriver individer som inte kategoriseras som man eller kvinna. Termen används både inom moderna och traditionella samhällen och tolkningar av begreppet kan skilja sig åt beroende på kulturell kontext.
Vissa personer som identifierar sig som tredje könet föredrar pronomenet hen istället för hon eller han. Det beror på att de antingen har ett kön som inte är man eller kvinna, och alltså är intersex, eller en genusidentitet som inte är man eller kvinna, såsom agender eller bigender.

## Exempel
- Hijras: I Sydasien (Indien, Pakistan, Bangladesh) är hijras ett tredje kön med en lång tradition, och särskilda sociala roller.[3]
- Māhū: I Hawaii och Tahiti representerar māhū ett kön som inte är man eller kvinna.[4][5]
- Two-Spirit: Många nordamerikanska urfolkstraditioner erkänner personer med ett tredje eller fjärde kön i olika ceremoniella roller. Idag samlas de ibland under paraplybegreppet Two-Spirit.[6]
- Svurna jungfrur: I vissa delar av Balkanhalvön är svurna jungfrur kvinnor som av olika anledningar väljer att leva som män, och som erkäns som ett tredje kön.[7][8]